# Cycloramphus valae
Cycloramphus valae é uma espécie de anfíbio da família Cycloramphidae.
Está ameaçada por perda de habitat.

## Etimologia
Esta espécie é nomeada em homenagem a Francisca Carolina do Val.

## Distribuição
Esta espécie é endêmica do Sul do Brasil. Ocorre nos estados de Santa Catarina e Rio Grande do Sul entre 400 e 900 m de altitude no extremo sul da Serra Geral.
Está presente no Parque Nacional da Serra Geral e na Reserva Biológica do Aguaí.
Os seus habitats naturais são: florestas subtropicais ou tropicais húmidas de baixa altitude e rios.

## Descrição
Os machos medem até 32,4 mm e fêmeas até 39,6 mm. 
As larvas são alongadas, com nadadeiras caudais baixas, presentes apenas na metade distal da cauda. A barriga é achatada e tem um retalho bilobado raso que se estende posteriormente além do corpo. O corpo é marrom escuro uniforme acima e manchado nas laterais.